# Корневое пиво
Корневое пиво или рутби́р (англ. Root beer) — сладкий североамериканский безалкогольный напиток, традиционно изготавливаемый с использованием коры корня сассафрасового дерева Sassafras albidum или лозы Smilax ornata (известной как сарсапарилла, также используемой для изготовления безалкогольного напитка «Сарсапарилла») в качестве основного вкуса. Корневое пиво обычно, но не исключительно, безалкогольное, не содержит кофеина, сладкое и газированное. Известный способ употребления — добавление ванильного мороженого в корневое пиво. Напиток занимает 3 % рынка США.
Поскольку сафрол, ключевой компонент сассафраса, был запрещён Управлением по контролю за продуктами и лекарствами США в 1960 году из-за его канцерогенности, большинство коммерческих сортов корневого пива ароматизируют искусственными ароматизаторами сассафраса, но некоторые (например, Hansen’s) используют экстракт сассафраса без сафрола.
Алкогольная версия изготавливается путём сбраживания смеси экстракта и сахара с дрожжами. Обычно после брожения получается слабоалкогольный напиток, содержащий 0,5 % алкоголя.

## История

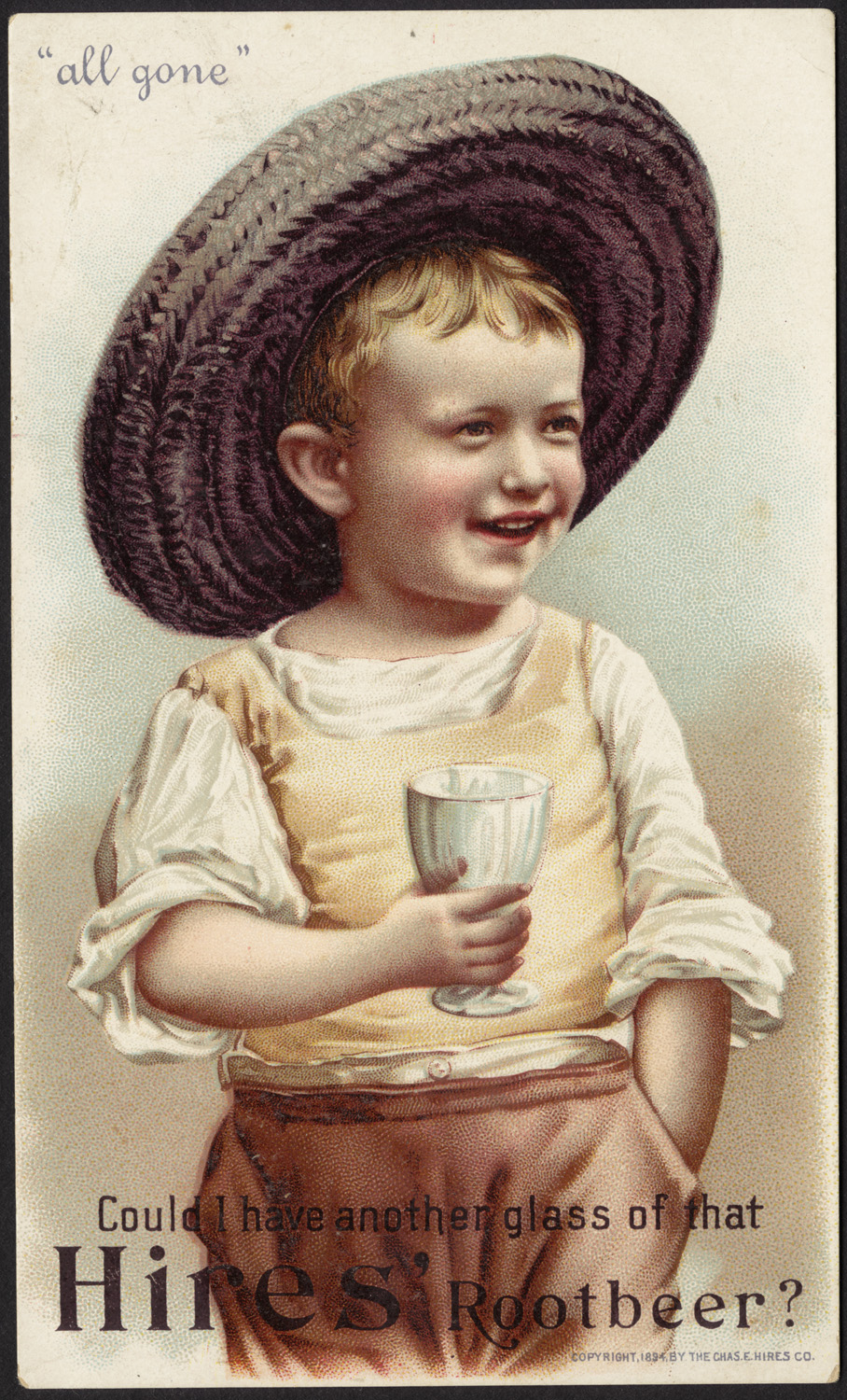
Реклама корневого пива Hires 1894 года

Корневое пиво продавалось в кондитерских магазинах с 1840-х годов, а письменные рецепты корневого пива были задокументированы с 1860-х годов. Возможно, уже в 1850-х годах его соединяли с содовой, а корневое пиво, продававшееся в магазинах, чаще всего продавалось в виде сиропа, а не готового напитка.
Помимо ароматических свойств, лечебные свойства сассафраса были хорошо известны как коренным американцам, так и европейцам, и фармацевты начали продавать корневое пиво, указывая его лечебные свойства.
Фармацевт Чарльз Элмер Хайрес первым успешно выпустил на рынок коммерческую марку корневого пива. Хайрес разработал чай из корней сассафраса в 1875 году, дебютировал с коммерческой версией корневого пива на Филадельфийской выставке столетия в 1876 году и начал продавать свой экстракт. Хайрес был приверженцем трезвого образа жизни и хотел называть напиток «корневым чаем». Однако желание продать продукт шахтёрам Пенсильвании заставило его назвать свой продукт «корневым пивом».
В 1886 году Хайрес начал разливать в бутылки напиток, приготовленный из его знаменитого экстракта. К 1893 году корневое пиво было широко распространено по всей территории США. Безалкогольные версии корневого пива стали коммерчески успешными, особенно во время сухого закона.

Не все традиционные или коммерческие сорта корневого пива были на основе сассафраса. Одним из первых конкурентов Hires’s был Barq’s, который начал продавать своё корневое пиво на основе сарсапариллы в 1898 году.

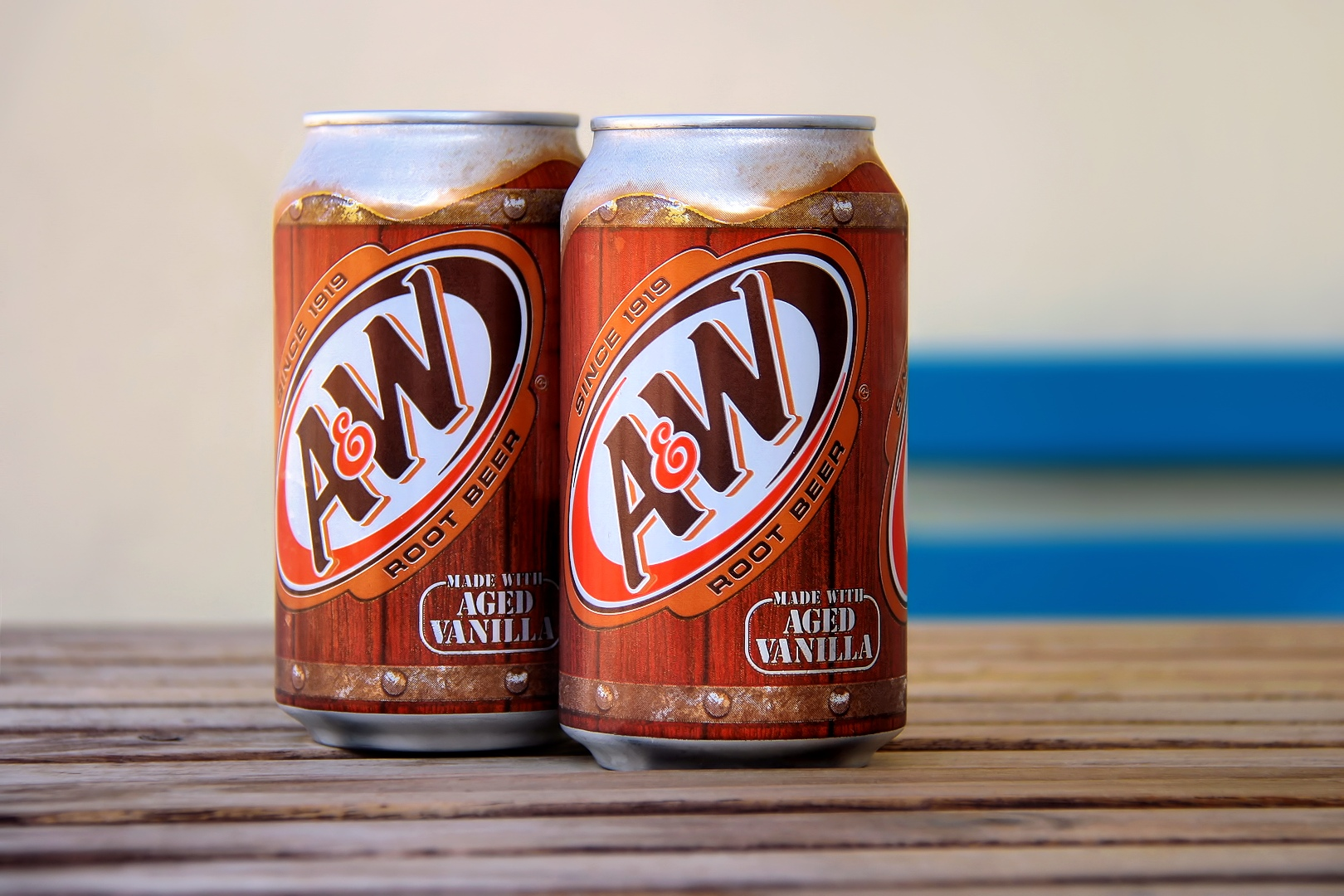
Рутбир бренда A&W

В 1919 году Рой Аллен открыл свой киоск с корневым пивом в Лодай, Калифорния, что привело к созданию бренда A&W Root Beer. Одним из нововведений Аллена было то, что он подавал своё домашнее корневое пиво в холодных, ледяных кружках. IBC Root Beer — ещё один бренд коммерческого корневого пива, появившийся в этот период и хорошо известный и сегодня.
Сафрол, ароматическое масло, содержащееся в корнях и коре сассафраса и придающее традиционному корневому пиву характерный аромат, был запрещён Управлением по контролю за продуктами и лекарствами США в 1960 году для массового коммерческого производства продуктов питания и лекарств. У лабораторных животных, которым перорально давали чай из сассафраса или масло сассафраса, содержащие большие дозы сафрола, развилось необратимое повреждение печени или различные виды рака. Хотя сассафрас больше не используется в коммерческом производстве корневого пива и иногда заменяется искусственными ароматизаторами, в продаже имеются натуральные экстракты, из которых удалён сафрол.

## Ингредиенты
Из-за большого количества ингредиентов и их комбинаций вкус корневого пива может содержать очень много разных привкусов. Кора дерева сассафрас исторически давала основной вкус корневого пива, и некоторые люди ассоциируют этот вкус с рутбиром. Эта кора даёт напитку слегка красноватый оттенок.
Кора сассафраса была запрещена FDA в 1960 году из-за канцерогенных свойств содержащегося в нём вещества сафрол. Сейчас рутбир выпускается без сафрола, и некоторые считают его вкус более бедным. Также используется акация.
В США существуют сотни брендов рутбира, производимых в каждом штате, и способ приготовления никак не стандартизирован. Основной ингредиент — сассафрас — комбинируется с другими составляющими, такими как ваниль, вишнёвая кора, корень лакрицы, корень сассапарили, мускатный орех, анис, мелисса, корица и гвоздика.
Домашнее корневое пиво обычно делается из концентрата, однако может производиться и из натуральных трав и корней. Как у алкогольного, так и у безалкогольного корневого пива после наливания в стакан появляется густая пена, чаще всего увеличенная за счёт добавления экстракта юкки.
Один из брендов корневого пива, Barq's, содержит кофеин.

## Некоторые марки
В мире производится более 30 видов корневого пива. В тесте журнала Washingtonian на 2010 год были упомянуты следующие марки пива, взятые из продуктовых магазинов США: Boylan, IBC, A&W, Sprecher. Крупные производители напитков, такие как Пепси и Кока-кола, имеют собственные марки корневого пива. Неполный список:
- Abita — Луизианский региональный бренд, изготавливается с использованием местного тростникового сахара
- Barq’s — Кока-кола
- Bundaberg Brewed Drinks — австралийский пивной бренд
- A&W Root Beer — Cadbury-Schweppes
- Hires Root Beer — Cadbury-Schweppes
- Mug Root Beer — PepsiCo
- Ripsaw Root Beer — Bottled in Alpena, MI — изготавливается с использованием тростникового сахара
- Saint Arnold Brewing Company — техасский региональный бренд, изготавливается с использованием тростникового сахара
- Sarsi — Coca-Cola Bottlers Philippines Inc. — изготавливается на основе сарсапариллы
- Stewart’s Fountain Classics — Cadbury-Schweppes (Победитель 2006 «World Cup of Root Beer»)
- Virgil’s Root Beer — Reed’s, Inc.